# یوهان هیرونوموس شروتر
یوهان هیرونوموس شروتر (انگلیسی: Johann Hieronymus Schröter؛ ۳۰ اوت ۱۷۴۵ – ۲۹ اوت ۱۸۱۶) یک ستاره‌شناس اهل آلمان بود.